# Dance Fever
Dance Fever — п'ятий студійний альбом англійського інді-рок гурту Florence and the Machine, випущений 13 травня 2022 року лейблом Polydor Records. Спочатку робота над альбомом була запланована на початок 2020 року в Нью-Йорку; проте через пандемію COVID-19 запис відбувся в Лондоні. За визнанням солістки гурту Флоренс Велч, альбом написаний під впливом Іггі Попа та різних музичних напрямів від прогресивної поп-музики до інді-попу, диско та індустріальної музики.
Назва та концепція альбому пов'язаний із захопленням солістки хореоманією, соціальним явищем у ранній сучасній Європі.

## Популяризація
9 березня 2022 року Флоренс опублікувала обкладинку альбому у своєму акаунті в Instagram, в якій оголосила дату попереднього замовлення альбому. У тому ж пості вона описала альбом як «казку в 14 піснях».

### Музичні сингли
Сингл під назвою «King» був випущений у цифровому форматі 23 лютого 2022 року разом із супровідним музичним відео.
За першим синглом виникнути реліз «Heaven Is Here» 7 березня. Кліпи на обидві пісні були зняті в Києві незадовго до вторгнення Росії в Україну в лютому 2022 року; Флоренс присвятив кліп на «Heaven Is Here» народу України під час російського вторгнення.
Третій сингл «My Love» та четвертий сингл «Free» були випущені 10 березня та 20 квітня відповідно.
Наприкінці музичного відео «Free» гурт опублікував послання
|  | Dedicated to the spirit, creativity and perseverance of our brave Ukrainian friends. Filmed in Kyiv on 18 November 2021 with Ukrainian filmmakers and artists, whose radiant freedom can never be extinguished Присвячується духу, творчості та наполегливості наших хоробрих українських друзів. Знятий у Києві 18 листопада 2021 року з українськими режисерами та артистами, чия сяйниста свобода ніколи не згасне. |

## Список пісень
| Трек-лист Dance Fever | Трек-лист Dance Fever | Трек-лист Dance Fever          | Трек-лист Dance Fever             | Трек-лист Dance Fever |
| #                     | Назва                 | Автор                          | Продюсер(и)                       | Тривалість            |
| --------------------- | --------------------- | ------------------------------ | --------------------------------- | --------------------- |
| 1.                    | «King»                | Florence Welch Jack Antonoff   | Welch Antonoff                    | 4:40                  |
| 2.                    | «Free»                | Welch Antonoff                 | Welch Antonoff Dave Bayley [a]    | 3:54                  |
| 3.                    | «Choreomania»         | Welch Antonoff Thomas Bartlett | Welch Antonoff Doveman [a]        | 3:33                  |
| 4.                    | «Back in Town»        | Welch Antonoff                 | Welch Antonoff                    | 3:56                  |
| 5.                    | «Girls Against God»   | Welch Antonoff                 | Welch Antonoff                    | 4:40                  |
| 6.                    | «Dream Girl Evil»     | Welch                          | Welch Antonoff Bayley Doveman [a] | 3:47                  |
| 7.                    | «Prayer Factory»      | Welch Antonoff                 | Welch Bayley                      | 1:13                  |
| 8.                    | «Cassandra»           | Welch Thomas Hull              | Welch Antonoff Kid Harpoon        | 4:18                  |
| 9.                    | «Heaven Is Here»      | Welch                          | Welch Antonoff Harpoon Bayley     | 1:51                  |
| 10.                   | «Daffodil»            | Welch Bayley                   | Welch Bayley                      | 3:34                  |
| 11.                   | «My Love»             | Welch Bayley                   | Welch Bayley                      | 3:51                  |
| 12.                   | «Restraint»           | Welch Bayley                   | Welch Bayley Harpoon [m]          | 0:48                  |
| 13.                   | «The Bomb»            | Welch Robert Ackroyd Bartlett  | Welch Doveman Antonoff            | 2:45                  |
| 14.                   | «Morning Elvis»       | Welch Bayley                   | Welch Bayley Antonoff [a]         | 4:22                  |
| 47:12                 |                       |                                |                                   |                       |

| Бонус-треки видання Deluxe | Бонус-треки видання Deluxe | Бонус-треки видання Deluxe | Бонус-треки видання Deluxe |
| #                          | Назва                      | Автор                      | Тривалість                 |
| -------------------------- | -------------------------- | -------------------------- | -------------------------- |
| 15.                        | «Cassandra» (acoustic)     | Welch Harpoon              | 4:07                       |
| 16.                        | «Free» (acoustic)          | Welch Antonoff             | 4:04                       |
| 17.                        | «Morning Elvis» (acoustic) | Welch Bayley               | 3:53                       |
| 18.                        | «My Love» (acoustic)       | Welch Bayley               | 3:30                       |
| 19.                        | «Search and Destroy»       | Iggy Pop                   | 4:01                       |
| 66:47                      |                            |                            |                            |

| Бонус-треки видання Apple Music | Бонус-треки видання Apple Music | Бонус-треки видання Apple Music | Бонус-треки видання Apple Music | Бонус-треки видання Apple Music |
| #                               | Назва                           | Автор                           | Продюсер(и)                     | Тривалість                      |
| ------------------------------- | ------------------------------- | ------------------------------- | ------------------------------- | ------------------------------- |
| 15.                             | «King» (poem version)           | Welch Antonoff                  | Welch                           | 3:00                            |
| 16.                             | «My Love» (poem version)        | Welch Bayley                    | Welch                           | 2:52                            |
| 17.                             | «Cassandra» (poem version)      | Welch Harpoon                   | Welch                           | 4:00                            |
| 18.                             | «King» (music video)            |                                 |                                 | 5:18                            |
| 19.                             | «Heaven Is Here» (music video)  |                                 |                                 | 2:16                            |
| 20.                             | «My Love» (music video)         |                                 |                                 | 4:24                            |
| 21.                             | «Free» (music video)            |                                 |                                 | 4:51                            |
| 73:53                           |                                 |                                 |                                 |                                 |

| Бонус-треки видання Complete | Бонус-треки видання Complete | Бонус-треки видання Complete | Бонус-треки видання Complete | Бонус-треки видання Complete |
| #                            | Назва                        | Автор                        | Продюсер(и)                  | Тривалість                   |
| ---------------------------- | ---------------------------- | ---------------------------- | ---------------------------- | ---------------------------- |
| 14.                          | «Mermaids»                   | Welch Bayley                 | Welch Bayley                 | 4:35                         |
| 15.                          | «Morning Elvis»              | Welch Bayley                 | Welch Bayley Antonoff [a]    | 4:22                         |
| 16.                          | «King» (poem version)        | Welch Antonoff               | Welch                        | 3:00                         |
| 17.                          | «My Love» (poem version)     | Welch Bayley                 | Welch                        | 2:52                         |
| 18.                          | «Cassandra» (poem version)   | Welch Harpoon                | Welch                        | 4:00                         |
| 61:39                        |                              |                              |                              |                              |

Нотатки
- ↑  додатковий продюсер
- ↑  продюсер «різного»

## Чарти
| Чарт (2022)                                          | Найвища позиція |
| ---------------------------------------------------- | --------------- |
| Австралія Australian Albums (ARIA)                   | 2               |
| Австрія Austrian Albums (Ö3 Austria)                 | 4               |
| Бельгія Belgian Albums (Ultratop Flanders)           | 2               |
| Бельгія Belgian Albums (Ultratop Wallonia)           | 5               |
| Канада Canadian Albums (Billboard)                   | 7               |
| Croatian Albums (HDU)                                | 4               |
| Нідерланди Dutch Albums (MegaCharts)                 | 2               |
| Фінляндія Finnish Albums (Suomen virallinen lista)   | 11              |
| Франція French Albums (SNEP)                         | 28              |
| Німеччина German Albums (Offizielle Top 100)         | 2               |
| Greek Albums (IFPI)                                  | 26              |
| Угорщина Hungarian Albums (MAHASZ)                   | 36              |
| Ірландія Irish Albums (IRMA)                         | 2               |
| Італія Italian Albums (FIMI)                         | 14              |
| Lithuanian Albums (AGATA)                            | 39              |
| Нова Зеландія New Zealand Albums (Recorded Music NZ) | 2               |
| Норвегія Norwegian Albums (VG-lista)                 | 15              |
| Польща Polish Albums (ZPAV)                          | 10              |
| Португалія Portuguese Albums (AFP)                   | 2               |
| Шотландія Scottish Albums (OCC)                      | 1               |
| Spanish Albums (PROMUSICAE)                          | 5               |
| Швеція Swedish Albums (Sverigetopplistan)            | 23              |
| Швейцарія Swiss Albums (Schweizer Hitparade)         | 7               |
| Велика Британія UK Albums (OCC)                      | 1               |
| США Billboard 200                                    | 7               |
| США Top Alternative Albums (Billboard)               | 1               |
| США Top Rock Albums (Billboard)                      | 1               |
| США Top Tastemaker Albums (Billboard)                | 1               |

| Чарт (2022)                        | Позиція |
| ---------------------------------- | ------- |
| Belgian Albums (Ultratop Flanders) | 84      |
| Portuguese Albums (AFP)            | 76      |
| UK Albums (OCC)                    | 89      |

## Сертифікації
| Регіон                                                      | Сертифікація | Продажі |
| ----------------------------------------------------------- | ------------ | ------- |
| Велика Британія (BPI)                                       | Золотий      | 100 000 |
| продажі+прослуховування, що базуються лише на сертифікаціях |              |         |